# タラン・キラム
タラン・キラム（Taran Killam, 1982年4月1日 - ）は、アメリカ合衆国の俳優・声優・コメディアンである。

## 来歴
1982年、カリフォルニア州カルバーシティに生まれる。その後、同州のビッグ・ベア・レイクで育った。後にロサンゼルス市内の高校を卒業後、カリフォルニア大学ロサンゼルス校へ進学し、一年間だけ在籍した。
1994年にレスリー・ニールセン主演のパロディ映画『裸の銃を持つ男 PART33 1/3 最後の侮辱』へ子役として出演し映画デビュー。2000年代に入ると、本格的に役者活動を開始させ、『ロズウェル - 星の恋人たち』や『マッドTV!』などのテレビシリーズへ出演。その後もテレビドラマや映画などへ立て続けに出演し、順調にキャリアを構築させた。また2010年からは、全米人気テレビ番組の『サタデー・ナイト・ライブ』へもレギュラーキャストとして出演している。

### 私生活
2012年にカナダ出身の女優として知られ、『アベンジャーズ』や『キャプテン・アメリカ/ウィンター・ソルジャー』『ジャック・リーチャー Never Go Back』などへも出演しているコビー・スマルダーズと結婚した。また、キラム自身も一児の父親となった。

## 出演作品

### 映画
- 裸の銃を持つ男 PART33 1/3 最後の侮辱 Naked Gun 33 1/3: The Final Insult (1994)
- ビッグ・ライアー Big Fat Liar (2002)
- ジャスト・マリッジ Just Married (2003)
- アイドル追っかけ大作戦! Stuck in the Suburbs (2004)
- 鉄板英雄伝説 Epic Movie (2007)
- 2日間で上手に彼女にナル方法 My Best Friend's Girl (2008)
- Anderson's Cross (2010)
- フレッシュメン Freshmen (2010)
- デンジャラス・バディ The Heat (2013)
- アダルトボーイズ遊遊白書 Grown Ups 2 (2013)
- それでも夜は明ける 12 Years a Slave (2013)
- ティーンエイジ・ミュータント・ニンジャ・タートルズ Teenage Mutant Ninja Turtles (2014)
- テッド2 Ted 2 (2015)
- キリング・ガンサー Killing Gunther (2017) 兼監督・脚本
- ナイトスクール Night School (2018)

### テレビシリーズ
- Undressed (1999)
- The Jersey (2000)
- Judging Amy (2000)
- Touched by an Angel (2000)
- ロズウェル - 星の恋人たち Roswell (2001)
- マッドTV! MADtv (2001, 2002)
- Do Over (2002)
- ドレイク&ジョシュ Drake & Josh (2004)
- ボストン・パブリック Boston Public (2004)
- Still Standing (2004)
- ジェイク・イン・プログレス Jake in Progress (2005)
- Girlfriends (2006)
- ママと恋に落ちるまで How I Met Your Mother (2006 - 2014)
- Scrubs: Interns (2009)
- Scrubs〜恋のお騒がせ病棟 Scrubs (2009)
- サタデー・ナイト・ライブ Saturday Night Live (2010 - 2015)
- I Wanna Have Your Baby (2011)
- コミ・カレ!! Community (2011)
- iCarly iCarly (2012)
- Comedy Bang! Bang! (2014)
- セサミストリート Sesame Street (2014)

### テレビアニメ
- The Awesomes (2013, 2014)
- スター・ウォーズ:ヤング・ジェダイ・アドベンチャー Star Wars: Young Jedi Adventures (2023)